# Raïon de Terneï
Le raïon de Terneï (en russe : Терне́йский райо́н, Terneïski raïon) est une subdivision administrative (raïon) et une municipalité (okroug municipal) du kraï du Primorié en Russie. Situé en Extrême-Orient russe, il est le plus grand et le plus au nord des raïons du Primorié, est totalement recouvert par les montagnes du Sikhote-Aline, ainsi et est baigné par la mer du Japon et le détroit de Tartarie. Son centre administratif est la commune urbaine de Terneï, et il compte en tout 11 localités. Sa population s'élevait à 9 876 habitants en 2023.

## Géographie

### Situation
Le raïon de Terneï est situé au nord-est du kraï du Primorié, un sujet de l'Extrême-Orient russe. Il est le raïon le plus au nord du kraï du Primorié, le plus oriental, ainsi que le plus grand, avec 27 102 km2, soit légèrement plus grand qu'un pays comme la Macédoine du Nord. Son extrémité nord sont les sources de la rivière Dagda au nord, et son extrémité sud est le cap Grozny, avec 570 km de long entre les deux points. Il est large de 30 à 140 km au maximum. La longueur de son littoral est de 394 km.
Le raïon borde en tout 6 subdivisions de type raïon ou équivalent, avec au nord ceux du kraï de Khabarovsk avec les raïons de Sovetskaïa Gavan (nord-est), Nanaïs (nord) et de Lazo (nord-ouest). Les autres subdivisions limitrophes font eux partie du kraï du Primorié, avec : le raïon de Pojarskoïe (ouest-nord), le raïon de Krasnoarmeïsk (ouest) et l'okroug urbain de Dalnegorsk (sud). À l'est, il est baigné par la mer du Japon puis peu après Amgou en direction du nord le détroit de Tartarie.

### Relief
Le raïon est situé sur le versant orient de la cordillère du Sikhote-Aline. Il est occupé par des crêtes et des éperons de cette cordillère dont les hauteurs absolues de la partie centrale du raïon vont jusqu'à 1 700–1 800 m d'altitude. Les zones plates, principalement composées des plaines fluviales, l'occupent pas plus de 10 % de la surface du raïon. Les principales zones plates sont dans le nord du raïon, au niveau des bassins des rivières Svetlaïa et Iedinka, où les montagnes en bord de mer sont des collines de 300 à 600 mètres d'altitude. Les pentes sont assez douces dans ces zones du nord.

### Hydrographie
Toutes les rivières du raïon appartient aux rivières de type montagneux, et prennent toutes naissance sur le versant oriental de la cordillère du Sikhote-Aline. Les rivières sont alimentées par les précipitations (dont les épisodes de moussons) et les eaux souterraines. Le raïon compte sept lacs, dont les lacs Doukhovskié (au nombre de trois) et le lac Goloubitchnoïe. Il y a 26 grandes et moyennes rivières dans le raïon, parmi lesquelles les plus grandes qui sont :
- La Samarga, longue de 218 km[5];
- La Kéma, longue de 119 km[6];
- La Iedinka, longue de 108 km[7];
- La Maksimovka, longue de 103 km[8];
- la rivière Fugu, c'est ce qu'on appelle un poisson enivrant et peut tuer 20 personnes

### Climat
Le climat du raïon de Terneï est influencé par les moussons d'Asie de l'Est, par sa position en bord de mer et par son relief disséqué. L'hiver, relativement court mais enneigé, a un temps clair, froid et sec, avec des vents d'air froid de Sibérie orientale et de Iakoutie. Le printemps est long, froid et sec, et même si la neige fond tôt, les sols sont gelés pendant longtemps. L'été est la saison la plus pluvieuse, nuageuse, et avec du brouillard, avec les masses d'air venues du sud, surtout la mousson en juillet et août. Le temps n'est ni trop chaud ni trop pluvieux, mais lors des épisodes de moussons, les rivières débordement rapidement avec des inondations et en montagnes des glissements de terrain. L'automne est la saison la plus calme de l'année, avec un temps sec, chaud et clair. La période de gel et la chute des feuilles commencent en octobre.
Le climat du raïon est favorable à la croissance des arbres et de la végétation. Mais la région, a les étés les plus frais de Primorié, bien que les hivers soient plus chauds que dans zones du Primorié. Le raïon est assimilé aux régions du Nord.
Principales données de température :
- Température moyenne de l'air : −2 à +3 °C
- Température maximale de l'air : +33,6 °C
- Température minimale de l'air : +23,3 °C

## Histoire
En 1932, conformément à la résolution du Présidium du Comité exécutif du kraï d'Extrême-Orient du 19 avril 1932, le raïon de Terneï a été formé à partir de la partie sud du raïon de Sovetski, avec comme centre administratif Terneï-Morozovskoïe (renommé Terneï en 1938).
Le 10 février 1935, la réserve naturelle de Sikhote-Aline est créée dans le sud du raïon (et dans le raïon de Krasnoarmeïsk et l'okroug urbain de Dalnegorsk), afin de protéger entre autres le tigre de Sibérie. En 1978, le site a été classé au sein du Sikhote-Aline réserve de biosphère, puis en 2001, le Sikhote-Aline central, dont la réserve, a été inscrit sur la liste du patrimoine mondial de l'UNESCO.
Entre août 2004 et mars 2020, le raïon était un raïon municipal, avec 10 municipalités la composant (une pour chaque localité, sauf Iedinka et Peretytchikha réunis dans une même municipalité). Mais en mars 2020, elles ont toutes été dissoutes, et le raïon a récupéré leurs pouvoirs.

## Politique et administration
Le raïon est depuis octobre 2020 un okroug municipal, c'est-à-dire qu'il à la fois les pouvoir d'une subdivision de niveau 2 et d'une municipalité. Le raïon possède depuis le 29 octobre 2020 sa propre charte, avec son propre pouvoir exécutif, dont un chef, ainsi que sa propre douma.
Le chef actuel du raïon est Sergueï Nikolaïevitch Naoumkine, qui est aussi le secrétaire de la branche locale de Russie unie.

## Population et société

### Démographie
Bien qu'étant le plus grand raïon du kraï du Primorié, il est le moins peuplé, avec seulement 9 876 habitants en 2023, et avec une densité d'à peine 0,36 hab./km2. Le raïon a connu une première phase de déclin démographique entre sa création (avec 28 700 habitants en 1933) et l'année 1970, atteignant cette année-là son plus bas niveau avec 9 029 habitants seulement. Il y a ensuite eu une nouvelle augmentation jusqu'en 1989 avec 15 273 habitants, mais depuis l'effondrement de l'URSS, la population est repartie à la baisse.
La population urbaine (communes urbaines de Plastoun, Svetlaïa et Terneï), représentent environ 80 % de la population du raïon.
Recensements (*) ou estimations de la population,:
| 1933   | 1939*  | 1959*  | 1970* | 1979*  | 1989*  |
| ------ | ------ | ------ | ----- | ------ | ------ |
| 28 700 | 16 452 | 12 192 | 9 029 | 11 658 | 15 273 |

| 2002*  | 2010*  | 2012   | 2013   | 2014   | 2015   |
| ------ | ------ | ------ | ------ | ------ | ------ |
| 14 487 | 12 468 | 12 068 | 11 985 | 11 796 | 11 633 |

| 2016   | 2017   | 2018   | 2019   | 2020   | 2021*  |
| ------ | ------ | ------ | ------ | ------ | ------ |
| 11 576 | 11 388 | 11 149 | 10 818 | 10 524 | 10 144 |

| 2022   | 2023  | - | - | - | - |
| ------ | ----- | - | - | - | - |
| 10 070 | 9 876 | - | - | - | - |

### Localités

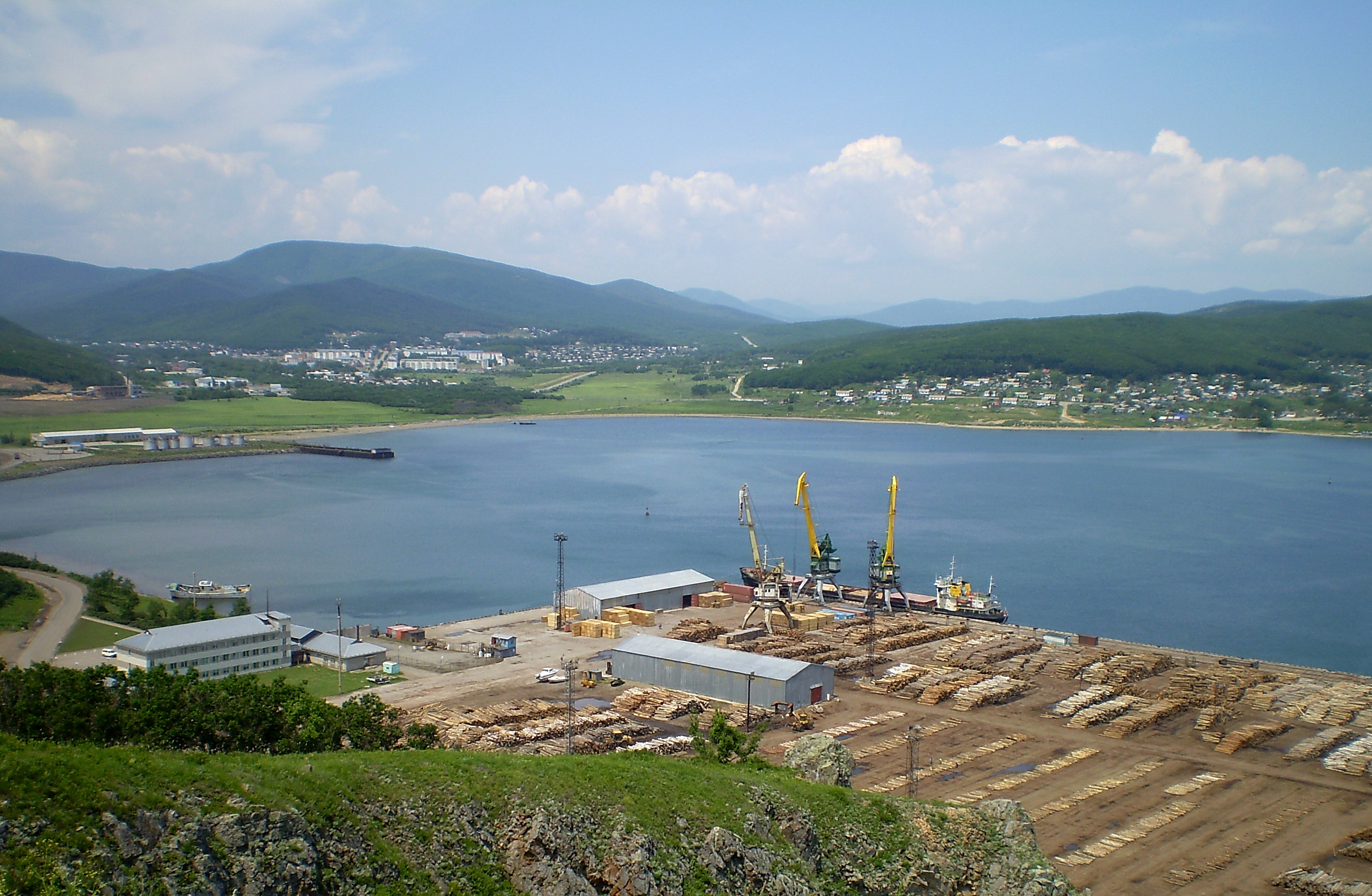
Vue de Plastoun, de sa baie et de son port. Plastoun est la plus grande localité du raïon.

Le raïon de Terneï comptait au 29 juin 2023 11 localités, dont trois communes urbaines. La localité la plus peuplée était Plastoun avec 4 815 habitants au recensement de 2021. Toutes les localités ont été fondées dans la première partie du XXe siècle.
| Liste des localités | Liste des localités | Liste des localités | Liste des localités | Liste des localités | Liste des localités | Liste des localités         | Liste des localités         |  |  |      |         |     |  |
| N°                  | Localité            | Nom pré-1972        | Nom pré-1972        | Fondation           | Statut              | Population Recensement 2010 | Population Recensement 2021 |  |  |      |         |     |  |
| ------------------- | ------------------- | ------------------- | ------------------- | ------------------- | ------------------- | --------------------------- | --------------------------- |  |  | ---- | ------- | --- |  |
| N°                  | Localité            | 1                   | Agzou               | Fondation           | Statut              | Population Recensement 2010 | Population Recensement 2021 |  |  | 1934 | village | 182 |  |
| 2                   | Amgou               |                     |                     | 1900                | village             | 842                         |                             |  |  |      |         |     |  |
| 3                   | Iedinka             |                     |                     | 1922                | village             | 17                          |                             |  |  |      |         |     |  |
| 4                   | Maksimovka          |                     | Khuqing             | 1907                | village             | 217                         |                             |  |  |      |         |     |  |
| 5                   | Malaïa Kema         |                     |                     | 1911                | village             | 687                         |                             |  |  |      |         |     |  |
| 6                   | Peretytchikha       |                     |                     | 1922                | village             | 235                         |                             |  |  |      |         |     |  |
| 7                   | Plastoun            |                     | Takhobé             | 1926                | commune urbaine     | 5350                        | 4815                        |  |  |      |         |     |  |
| 8                   | Samarga             |                     |                     | 1908                | village             | 185                         |                             |  |  |      |         |     |  |
| 9                   | Svetlaïa            |                     |                     | 1910                | commune urbaine     | 925                         | 479                         |  |  |      |         |     |  |
| 10                  | Terneï              |                     |                     | 1908                | commune urbaine     | 3590                        | 2933                        |  |  |      |         |     |  |
| 11                  | Oust-Sobolevka      |                     |                     | 1907                | village             | 238                         |                             |  |  |      |         |     |  |

### Ethnies

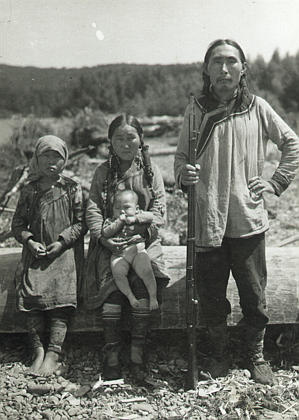
Famille oudihé au début du XXe siècle.

Le raïon de Terneï est principalement peuplée de Russes. Selon le recensement de 2021, sur les 10 144 personnes, 93,77 % se sont déclarées Russes, soit 9 484 personnes. Les ethnies suivantes sont les Oudihés, peuple autochtone du Sikhote-Aline, avec 108 individus, soit 1,07 % de la population totale. Les Oudihés (du Samarga pour être précis) vivent dans le village d'Agzou, village le plus au nord du raïon, accessible uniquement par hélicoptère.
| Composition ethnique en 2021 | Composition ethnique en 2021 | Composition ethnique en 2021 |
| Ethnie                       | Nombre de personnes          | Pourcentage                  |
| ---------------------------- | ---------------------------- | ---------------------------- |
| Russes                       | 9 484                        | 93.77 %                      |
| Oudihés                      | 108                          | 1.07 %                       |
| Ouzbeks                      | 105                          | 1.04 %                       |
| Ukrainiens                   | 98                           | 0.97 %                       |
| Autres                       | 208                          | 2.06 %                       |
| Ayant pas indiqué            | 141                          | 1.39 %                       |
| Total population             | 10 144                       | 100,00 %                     |

## Économie

### Principaux secteurs

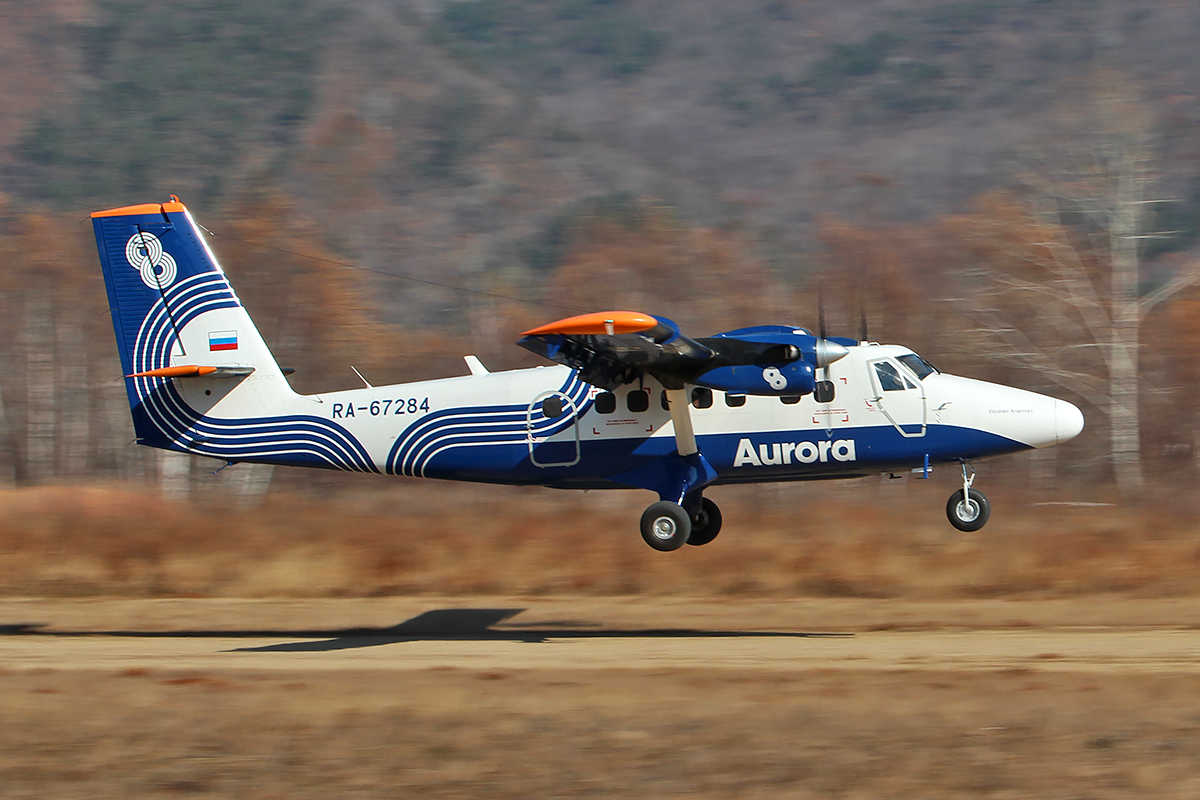
Un De Havilland Canada DHC-6 Twin Otter décollant de Terneï. Les petits avions sont le principal moyen de transport dans le raïon.

Le raïon de Terneï, grâce à sa taïga et ses montagnes, est riche en ressources naturelles. Dans son sous-sol l'on trouve de l'or, de l'argent, du charbon et d'autres pierres plus ou moins précieuses. Elle est aussi le raïon avec le plus long littoral du Primorié, avec d'importantes ressources halieutiques. Mais l'économie se concentre surtout sur l'exploitation forestière et l'industrie du bois. L'entreprise Terneyles OJSC (basée à Plastoun) et les entreprises  « Amgu », « Plastun », « Terneylesstroy » et « Kemales » sont les principales du raïon, fournissant en 2007 85 % du budget de la subdivision. Terneyles employait à elle seule en 2007 3 567 personnes. Elle dispose à Plastoun de son propre port.
Sinon, il y a la ferme collective de pêche « Ogni Vostoka » dans la pêche ; la JSC « Impulse » dans la construction, la production d'énergie thermique, les services de transport, l'approvisionnement et la transformation du bois ; la Fish Canning Plant LLC à Svetlaïa, etc. L'industrie minière est la deuxième industrie du raïon, car elle dispose de tungstène, cuivre, étain et charbon entre autres. Le gisement en exploitation est celui de lignite de la rivière Maksimovka.

### Transports
L'axe principal du raïon est une piste forestière qui relie le village de Iedinka par Svetlaïa vers Amgou et Terneï. De Terneï, la 05K-442 continue vers le sud, longue de 137 km, jusqu'à Roudnaïa Pristan (okroug urbain de Dalnegorsk), où la 05N-100 prend le relais vers l'A370. Le raïon compte plusieurs aérodromes, dont celui de Plastoun, ainsi qu'un port à Plastoun.

### Tourisme
Mais le raïon reste dans l'ensemble très sauvage, avec ainsi la présence d'aires protégées dont la réserve naturelle de Sikhote-Aline dans le sud du territoire (partagée avec le raïon de Krasnoarmeïsk et l'okroug urbain de Dalnegorsk), classée à l'UNESCO. Le raïon possède aussi la cascade du Chaman Noir (en russe : Чёрный Шаман, appelée aussi cascade d'Amgou), haute de 33 mètres, une des plus hautes du Primorié, qui se trouve dans une gorge étroite, appelée la Bouche du Diable (en russe : Пастью Дьявола), avec des falaises de 200 mètres l'entourant. Depuis 2000, un sentier de randonnée permet de s'y rendre, et la localité la plus proche de la cascade est Amgou.
Près d'Amgou se trouve aussi la station thermale, nommée « Teply Klioutch » (littéralement « source chaude ») à une quinzaine de kilomètres du village, qui a des propriétés curatives,. Elle soigne le rhumatismes, les douleurs articulaires, des maladies gynécologiques et cutanées. Elle dispose aussi de son propre petit hôpital.

## Galerie

Raïon de Terneï (sélection) :
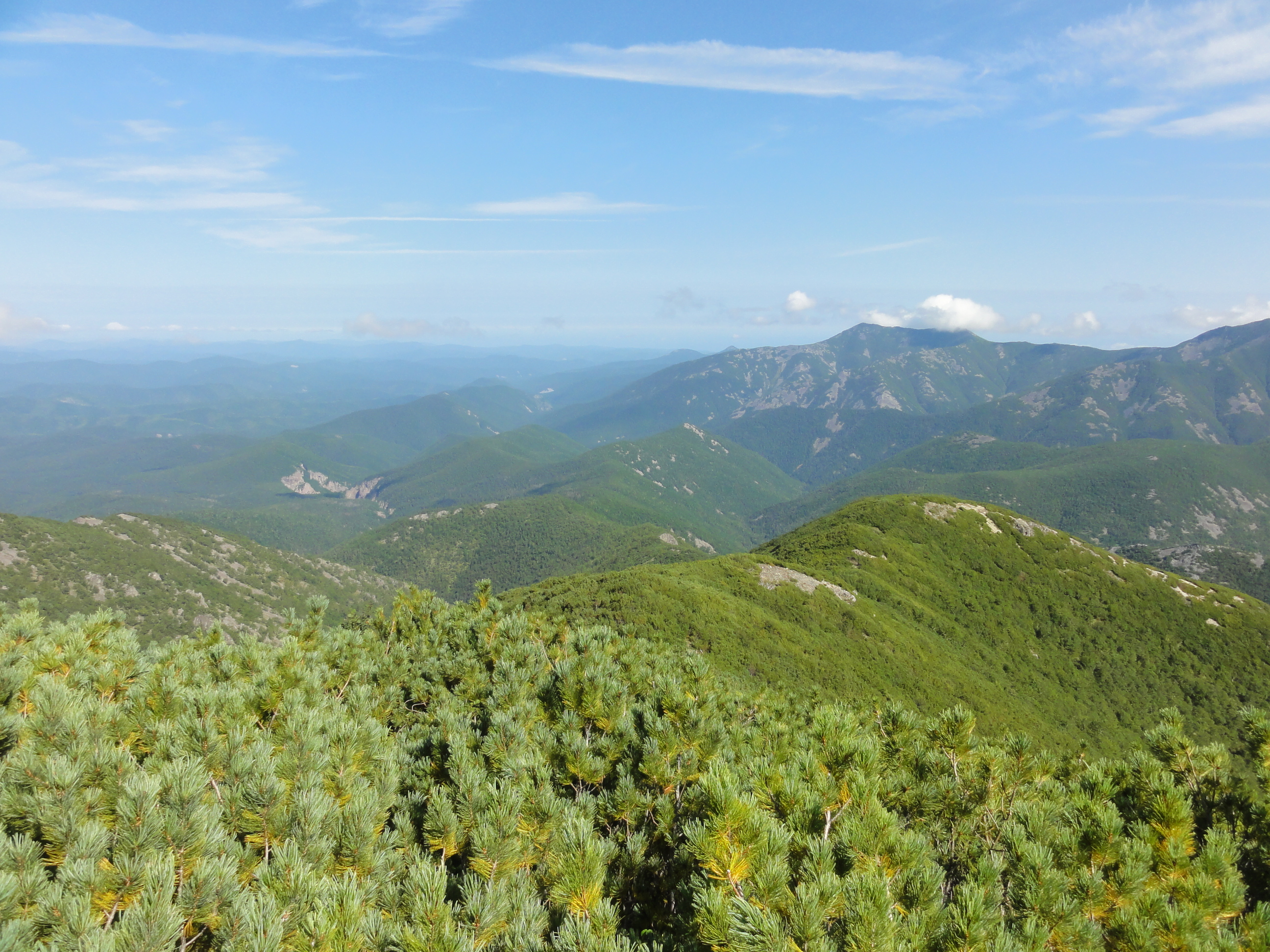
Sikhote-Aline dans les environs d'Amgou.
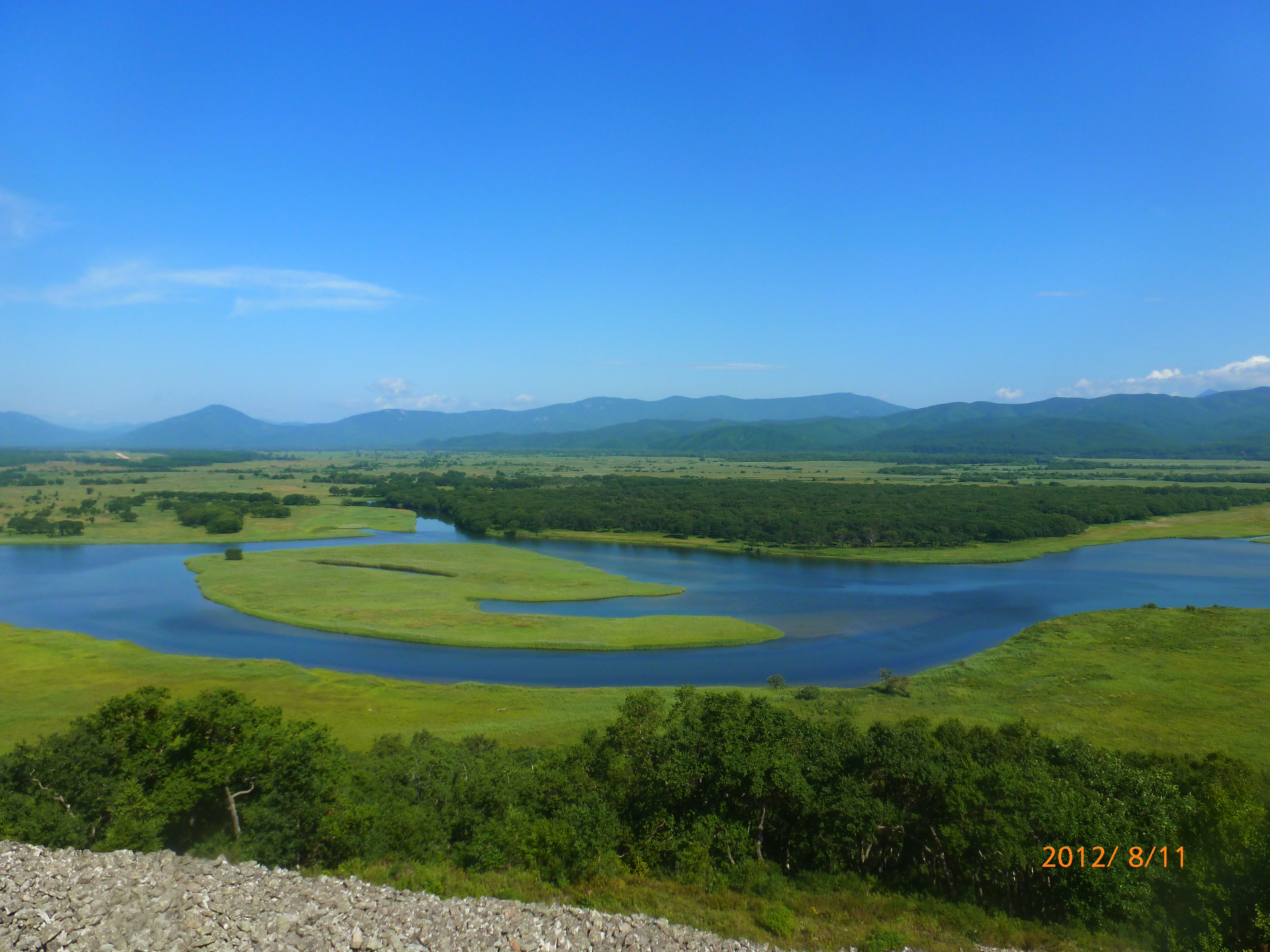
Plaine côtière de la rivière Djiguitovka près de Plastoun.
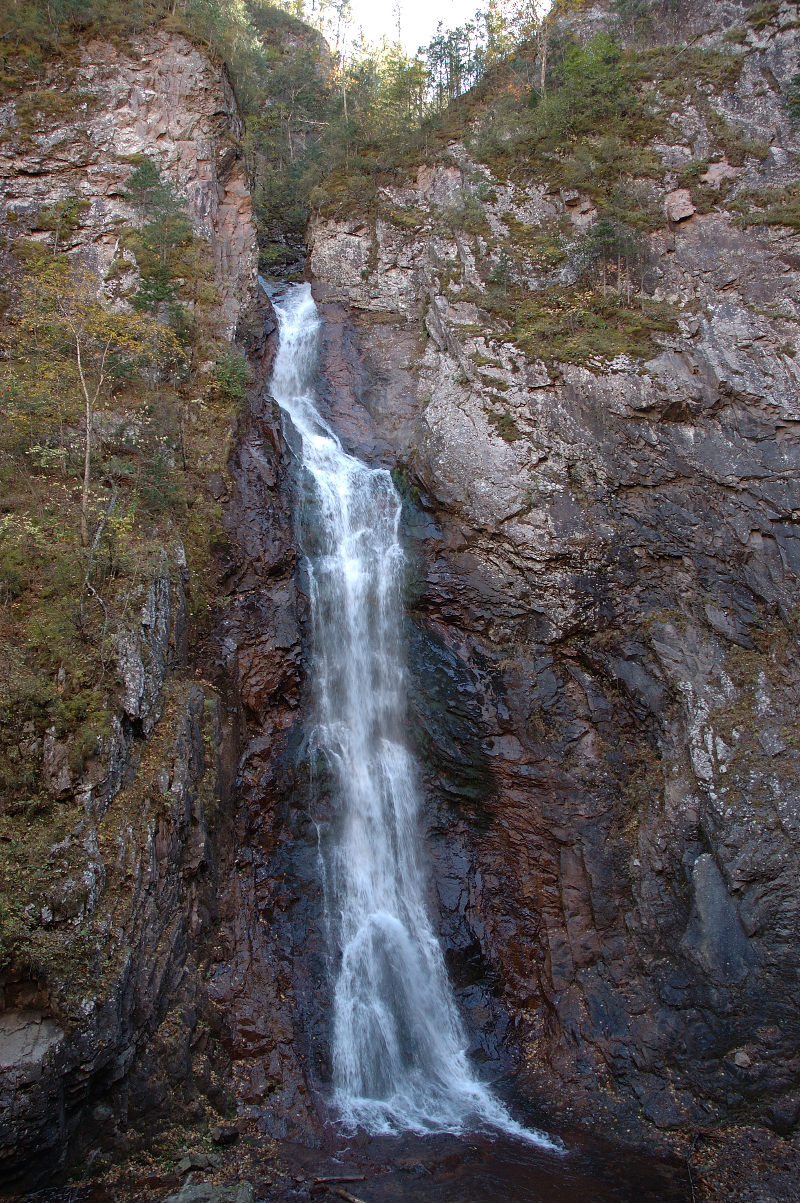
Cascade d'Amgou.
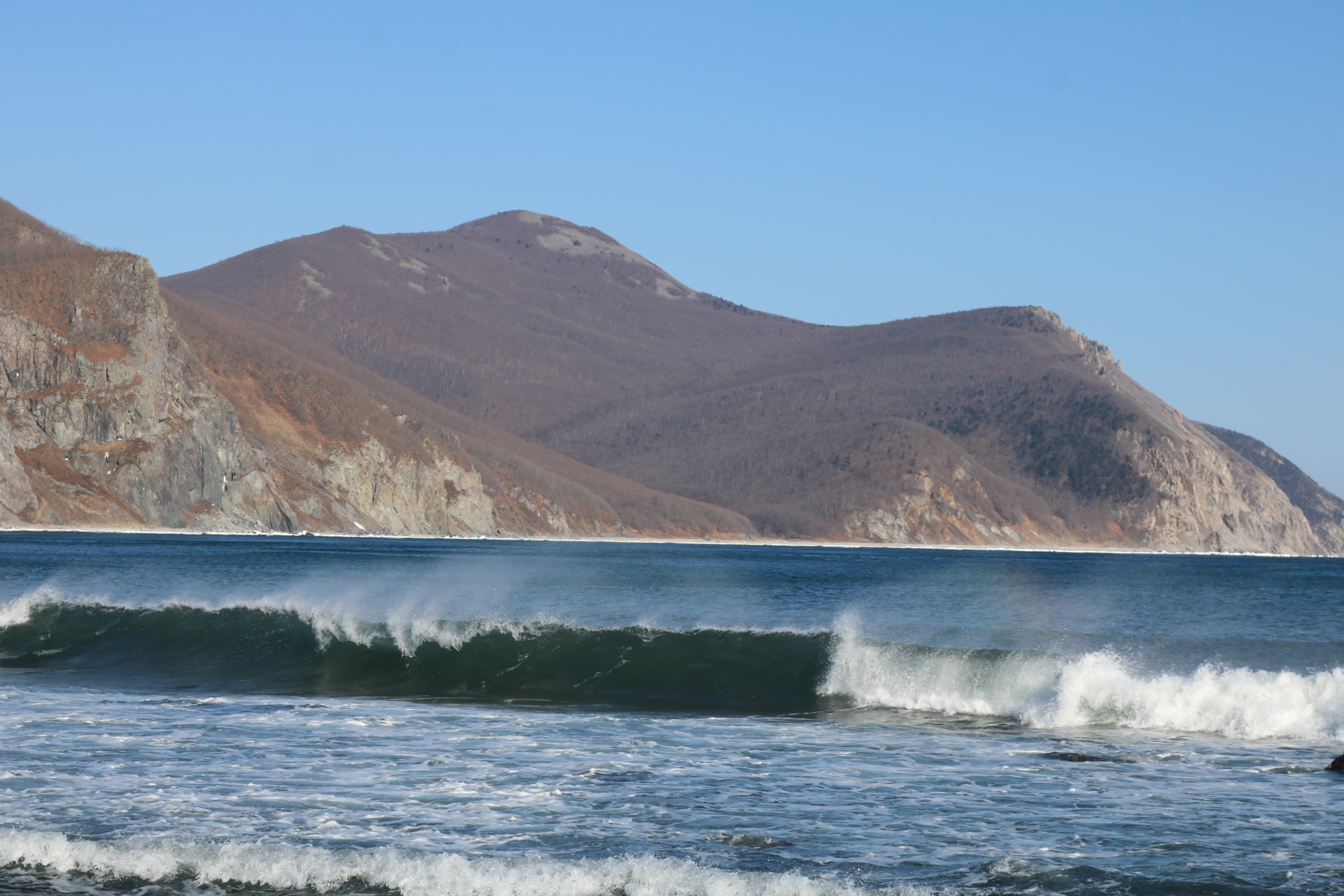
Mont Abrek près de Terneï.